# Francine Ouellette
 (janvier 2019).
Si vous disposez d'ouvrages ou d'articles de référence ou si vous connaissez des sites web de qualité traitant du thème abordé ici, merci de compléter l'article en donnant les références utiles à sa vérifiabilité et en les liant à la section « Notes et références ».
Francine Ouellette est une romancière québécoise, née le 11 mars 1947 à Montréal.

## Biographie
Francine Ouellette vit son enfance bercée entre les récits de la Bavière de sa mère et des Hautes-Laurentides de son père. Elle se met à l’écriture très jeune et écrit un premier roman à l’âge de 12 ans. Elle fait ses études à l’École des Beaux-Arts de Montréal, pour devenir enseignante en arts plastiques. Elle trouve un poste à la polyvalente Saint-Joseph, dans la ville natale de son père, Mont-Laurier. Elle y enseigne pendant cinq ans, période pendant laquelle elle ne cessera jamais d’écrire. Des élèves de la polyvalente lui lancent un jour un défi : sauter en parachute. C’est en relevant ce défi qu’elle trouve sa vocation : voler.
Dans les années 1970, elle donne donc sa démission et quitte Mont-Laurier pour Schefferville où elle prend des cours de vol et tombe amoureuse de son instructeur, un pilote de brousse. C’est à cette époque qu’elle écrit Les ailes du destin, qui, ne trouvant pas d’éditeur, devra attendre une vingtaine d’années avant d’être publié. Le couple s’installe près de Mont-Laurier, au bord du lac des Îles, où Francine Ouellette peut se consacrer pleinement à ses trois passions : l’écriture, l’aviation et la sculpture.
Elle entreprend de longues recherches sur les débuts de sa région et sort, en 1984, Au nom du père et du fils qui se retrouve très vite en tête des best-sellers, de même que sa suite, Le Sorcier, publié une année plus tard. Son roman nous parle d’histoires : histoire d’amour impossible entre un Blanc et une Indienne, histoire de la civilisation amérindienne et de la colonisation des Pays d’en haut, du choc des cultures entre les Blancs et les « sauvages », de la toute-puissance du clergé et de sa lutte contre la médecine et le péché. Au nom du père et du fils aura sa version télévisée en 1992. La réaction sera vive et de nombreux téléspectateurs écriront aux journaux et aux réseaux de télévision pour se plaindre de ce qu’ils ressentent comme une attaque envers leur religion.
Avec Sir Gaby du lac, en 1989, elle se porte cette fois au secours de l’environnement, mais son cri ne sera pas entendu et ce roman connaîtra moins de succès.
En 1992 et 1993, avec tout d’abord Les Ailes du destin, puis avec la suite, Le Grand Blanc, elle nous fait vivre sa passion de l’aviation et nous fait découvrir l’univers carcéral des années 1960-70 au Québec. Ses romans connaissent un grand succès et elle se retrouve à nouveau en tête des ventes.
En 1995, Francine Ouellette publie un livre qui fait très peu parler de lui, Bip. Bip est un personnage imaginaire qui fait partie de la vie de l’auteur depuis qu’un jour elle s’est retrouvée pour la première fois devant une salle de classe et a dû demander l’aide de Bip pour surmonter sa timidité. Plus philosophique, ce livre nous mène à la découverte du monde et des humains. Bip est illustré par l’auteur elle-même.
Neuf ans plus tard, en 2004, la romancière revient à ses anciennes passions. Persuadée que l’Histoire nous a mal été enseignée, elle souhaite « bouleverser les notions apprises, détruire les mythes et enfreindre les tabous ». Elle entreprend alors l’écriture de Feu, une saga en six tomes, dont les deux premiers, La Rivière profanée et L’Étranger sortent en 2004 et 2005. Elle y reprend ses thèmes préférés : la vie des Amérindiens, leurs coutumes, leurs traditions, l’arrivée des Blancs en Nouvelle-France, la vision négative des Français, le choc des cultures, les « Robes-Noires », mais vus à travers les yeux des Indiens. Sa saga couvre une période de plus de 360 ans, soit du début du XVIIe siècle, jusqu’en 1960 et constitue une œuvre majeure, après plus de dix ans de recherches.
Les critiques littéraires ont souvent reproché à Francine Ouellette de faire de la littérature populaire et, pourtant, ils ont aussi souvent dû convenir que ses romans étaient très bien écrits. La romancière se défend en disant que ce qu’elle souhaite avant tout c’est faire plaisir à ses lecteurs.

## Publications

### Romans
- 1984 : Au nom du père et du fils
- 1985 : Le Sorcier
- 1989 : Sir Gaby du lac
- 1992 : Les Ailes du destin : l’alouette en cage
- 1993 : Le Grand Blanc
- 2004 : La rivière profanée
- 2005 : L’Étranger
- 2007 : Fleur de lys
- 2012: En 1837, j'avais 17 ans
- 2016: "Le Patriot errant"

### Littérature jeunesse
- 1999 : Bécassine, l’oiseau invisible

### Autres
- 1995 : Bip

## Honneurs
- 1986 : Prix Jean-Hamelin, pour Le Sorcier
- 1990 : Prix Citoyenne de la nature, pour Sir Gaby du lac
- 1993 : Grand Prix du public, pour Au nom du père et du fils
- 1993 : Signet d’or, roman de l’année, pour Au nom du père et du fils
- 1994 : Grand Prix des lectrices et des lecteurs du Journal de Montréal, pour Le Grand Blanc